# إغرغار (تمولاي)
إغرغار هي إحدى مشيخات المملكة المغربية، تتبع جغرافيا لإقليم كلميم وإداريًا لتمولاي. يقدر عدد سكانها بـ 877 نسمة حسب الإحصاء الرسمي للسكان والسكنى لسنة 2004.